# Eremias buechneri
Eremias buechneri este o specie de șopârle din genul Eremias, familia Lacertidae, ordinul Squamata, descrisă de Bedriaga 1906. Conform Catalogue of Life specia Eremias buechneri nu are subspecii cunoscute.